# Црвени палмин сурлаш
Црвени палмин сурлаш (лат. Rhynchophorus ferrugineus) је врста инсекта из породице сурлаша (Curculionidae), такође познат и као азијски палмин жижак. Одрасле јединке су релативно велике, у распону од 2 до 5 cm дужине и обично рђасто црвене боје, али се јављају и у много других нијанси, те се лако могу помешати са другим врстама сурлаша (на пример Rhynchophorus vulneratus). Ларве црвеног палминог сурлаша у деблу палме могу да копају рупе дугачке и до 1 м, што доводи до слабљења биљке домаћина и на крају до њеног угинућа. Због тога се овај инсект сматра главном штеточином у плантажама палми, укључујући кокосове палме, урмине палме и палме из којих се добија палмино уље.
Пореклом из тропских предела Азије, црвени палмин сурлаш проширио се и на Африку и Европу, а до Средоземља је стигао 80-их година 20. века. Први пут је забележен у Шпанији 1994. године. Зараза је примећена и на Малти и у Италији (Тоскана, Сицилија и Кампања), као и у Француској 2006. године. Сурлаш се такође размножио широм Португалије, посебно на југу. Црвени палмин сурлаш рапидно се шири и дуж Јадранске обале, па је последњих година његова појава констатована и у Албанији, Словенији и Хрватској. На територији Црне Горе присуство овог инсекта први пут је примећено у Улцињу, октобра 2012. године, те је Управа за безбедност хране, ветерину и фитосанитарне послове сачинила 2016. године Акциони план за спречавање ширења и сузбијање црвеног сурлаша палми. Верује се да се овај веома штетни инсект појавио и у Мароку, Алжиру и другим земљама Северне Африке, али за ову тврдњу и даље нема званичне потврде. Његова појава први пут је пријављена у Америци на Курасау у јануару 2009. године и исте године у Аруби. У Сједињеним Америчким Државама појава црвеног палминог сурлаша примећена је први пут крајем 2010. године у приморском граду Лагуна Бич, у Калифорнији.

## Животни циклус
Црвени палмин сурлаш живи у унутрашњости палме, где завршава цео животни циклус. Одрасла женка полаже јаја у крошњу палме, у меко ткиво младих листова, или у унутрашњост дебла, правећи тунеле и шупљине. Из јаја се легу беле, безноге ларве. Ларва се храни, терминалним пупољцима и меким влакнима, бушећи тунеле кроз унутрашње ткиво дрвета око месец дана. Ларва може порасти у дужину 6-7 cm. На преласку у стадијум лутке ларва напушта дрво и формира чауру (кокон), од сувих палминих влакана у остацима опалог лишћа у подножју дрвета. Укупан животни циклус инсекта траје 45-139 дана.

### Полагање јаја
Након оплодње одрасла женка може да излеже и до 500 јаја. Јаја полаже у пукотине и оштећења која је сама направила у потрази за храном или која су настала на неки други начин. Током полагања јаја женка се поставља у положај главом нагоре, према отвору, док се трећим паром ногу "анкерише" у ткиво дебла, како би могла да угура јаја у жилаво ткиво палме. Након полагања женка чува и штити јаја секретом који се брзо стврдне око јаја. У просеку женке производе око 200 јаја у једном пологу, од којих се већина излеже у року од 3 дана. Јаја су бела, цилиндрична, сјајна, овалног облика, пречника 1-2,5 мм. На леђној страни ова јаја имају посебан "поклопац", који обезбеђује кисеоник инсекту у развоју.

### Ларва и лутка
Новорођена ларва је жућкасто бела, сегментирана, безнога, а глава је заштићена хитинским омотачем (карактеристичним за сурлаше), који је нешто тамније браон боје од остатка тела. Ларве имају снажне вилице којима прогризају пут од основе до круне, где се халапљиво хране. Након завршетка ларвеног развоја, ларва понекад излази из стабла и формира лутку од влакана добијених од унутрашњег ткива палме. У стадијуму лутке пролази метаморфозу у одраслу јединку - имага. Ларва може формирати лутку и у основи листа, као и у основи дебла.

### Одрасла јединка - имаго
Одрасли инсект је одличан летач, способан да прелети велике раздаљине. У највећем броју случајева црвени палмин сурлаш не прелази у другу палму док год она у којој живи није потпуно уништена.
- Ларва
- Учаурена лутка
- Лутка
- Одрасла јединка - имаго

## Симптоми заразе
Главни симптоми напада црвеног палминог сурлаша, увенуће и губитак крошње, постају видљиви тек када је палма готово уништена. Типичан симптом напада су клонули листови, тако да цела биљка добија карактеристичан изглед, попут кишобрана. Због оштећења васкуларног ткива прво страдају доњи листови, а на крају и цела крошња. Осим директне штете нанете прогризањем ткива биљке пате и од секундарних инфекција условно-патогеним бактеријама и гљивицама, које се могу развити на оштећеном ткиву и убрзати пропадање. Када се спољни симптоми појаве зараза може бити присутна и више од 6 месеци. Код јако инфицираних палми звуци бушења и жвакања ларви могу се чути ако се уво прислони уз дебло палме. Најновија истраживања се обављају помоћу електронских детектора звука или уз помоћ паса обучених да препознају мирис сурлаша или трулежи палминог ткива, како би се инфекција открила у раном стадијуму.
- Типични кишобранасти изглед нападнуте биљке
- Црвени палмин сурлаш на пресеку палминог дебла
- Основа листа после напада црвеног палминог сурлаша
- Упозорење Фитосанитарне управе Црне Горе о нападима овог опасног инсекта

## Контрола и сузбијање
Главни метод контроле је примена системских инсектицида. Инсектицид се обично аплицира кроз левак, око 5 cm изнад инфициране зоне дебла. Зараза црвеним палминим сурлашем може се контролисати помоћу мамаца са феромонима и замки. У последње време користе се и нове, алтернативне технологије, које се базирају на биоинсектицидима који су дизајнирани да ефикасније контролишу и сузбијају ову штеточину. Фромони мирисом привлаче инсекта до места највеће концентрације инсектицида, који га ту најефикасније убија. Још један еколошки метод контроле је употреба ентомопатогених гљива Упоредо са биолошким методама развијају се и други методи, какав је, на пример, микроталасни обруч који се може користити за стерилизацију појединачних стабала. За рано откривање црвеног палминог сурлаша може се успешно применити и биоакустика, метод који се заснива на осетљивим микрофонима који се убацују у дебло, где могу снимити било који звук, а дигиталном обрадом сигнала утврђује се да ли их емитује црвени палмин сурлаш. Заражене биљке код којих су изражени сви симтоми инфекције неопходно је уклонити под надзором фитосанитарне инспекције.
- Замке за привлачење и уништавање црвеног палминог сурлаша. Будва, Црна Гора
- Стругање меких лисних остатака са дебла феникс палме, као један од начина борбе против црвеног палминог сурлаша
- Лечена феникс палма која се опоравља после напада црвеног палминог сурлаша

## Превенција
Како црвени палмин сурлаш воли да положи јаја у мека ткива, један од начина превенције заразе је и избегавање механичког оштећења биљке. Премазивањем рана после орезивања мртвих и старих листова такође се може смањити вероватноћа заразе. Уношење биљног материјала као што су плодови, опало лишће и сл. из заражених у незаражена подручја такође се не препоручује. Такође је могуће и превентивно третирање палми на којима нема знакова присуства сурлаша инсектицидима (Диметоат, Хлорпирифос, Неоникотиноиди).

## Ширење заразе
До сада је установљено да црвени палмин сурлаш напада 19 врста палми широм света. Иако је први пут примећен на кокосовим палмама у Југоисточној Азији, своје упориште нашао је, у протекле две деценије, на урминој палми у више земаља Блиског истока, а затим се проширио на Африкеу и Европу. Преношење заразе потпомогнуто је уношењем инфицираног садног материјала из заражених у незаражена подручја. У области Медитерана црвени палмин сурлаш наноси озбиљне штете феникс палмама (Phoenix canariensis). Тренутно, зараза је пријављена у око 15% свих земаља произвођача кокоса у свети светске кокос земљама у развоју и у скоро 50% земаља у којима се узгаја урмина палма.
У лабораторијским условима овај инсект успешно је узгојен и на америчким агавама и шећерној трсци, али појава инсекта на овим врстама није запажена у природи. Постоје подаци да сурлаш од свих култивара урмине палме најчешће напада 'Sukkary' сорте.
Врсте Washingtonia filifera и Chamaerops humilis често су отпорне на нападе црвеног палминог сурлаша.